# Parazoanthus axinellae
La margherita di mare (Parazoanthus axinellae Schmidt, 1862) è un esacorallo  della famiglia Parazoanthidae.

## Descrizione

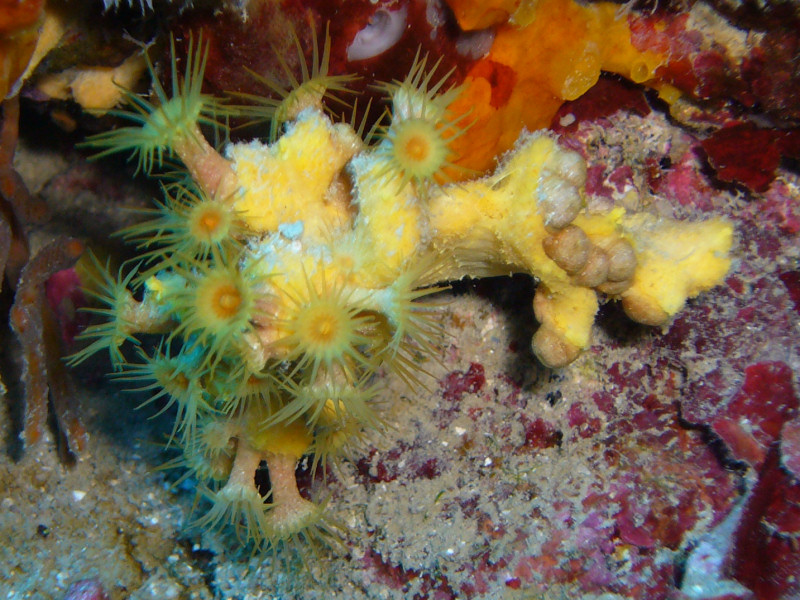
Una colonia di pochi individui collegati tra loro dal cenenchima.

Animale di forma polipoide, privo di scheletro calcareo, con una base che ingloba granuli di sabbia o altri detriti, e un corpo colonnare, retrattile, di colore giallo-arancione con tentacoli da 24 a 36 disposti su due file. Forma colonie spesso di molti individui ravvicinati, che ricoprono anche intere zone in modo fitto. Gli animali sono collegati tra loro tramite un cenenchima calcareo che va ad incrostare il substrato di supporto. Dimensioni fino a 5 mm  di diametro per 10-15 mm di altezza.

## Riproduzione
Nella stessa colonia convivono individui sia di sesso maschile che di sesso femminile. Animale oviparo, si riproduce all'inizio della primavera.

## Distribuzione e habitat
Questa specie è presente nel mar Mediterraneo e nell'oceano Atlantico orientale, da 1 metro di profondità fino a oltre 100 metri, in zone poco illuminate. Spesso associato a spugne del genere Axinella o ad ascidie del genere Microcosmus, sovente su fondali ricchi di coralligeno. Predilige zone mosse da corrente.

## Specie affini
P. anguicomis, da cui si distingue per il colore, bianco rosato nella P. anguicomis, e per il numero di tentacoli, fino a 44 nella P. anguicomis. Inoltre la P. anguicomis occupa zone di distribuzione più nordiche, essendo tipica del nord Europa.